# Trường Sa, Hồ Nam
Trường Sa (tiếng Hoa giản thể: 长沙; tiếng Hoa phồn thể: 長沙; pinyin: Chángshā; Wade-Giles: Chang-sha) là thủ phủ và là thành phố đông dân nhất của tỉnh Hồ Nam, thuộc vùng Nam Trung Bộ Trung Quốc, tọa lạc tại hạ lưu sông Tương Giang (湘江) hoặc Tương Thủy (湘水), một nhánh của sông Dương Tử. Trường Sa có diện tích 11.819 km², Dân số thành phố là 7.431.800 theo số liệu điều tra năm 2015, chiếm 10,72% dân số của tỉnh.
Trường Sa nằm ở đồng bằng thung lũng sông Tương, giáp với dãy núi La Tiêu ở phía đông, dãy núi Vũ  ở phía tây, uốn lượn ở hồ Động Đình ở phía bắc và nằm ở phía nam bởi dãy núi Hoà Sơn. Thành phố có khí hậu cận nhiệt đới ẩm gió mùa, với nhiệt độ không khí trung bình hàng năm từ 16,8 đến 17,3 °C (62,2 đến 63,1 °F) và lượng mưa hàng năm từ 1.353,6 đến 1,552,5 mm (53,49 đến 61,12 in).
Trường Sa có lịch sử phát triển hơn 3.000 năm. Trường Sa là kinh đô của Vương quốc Trường Sa vào thời nhà Hán (206 TCN - 220) và là kinh đô của nước Sở (907-951) trong thời kỳ Ngũ đại Thập quốc. Các đồ sơn mài và các văn bản lụa được phục hồi từ Mã Vương Đối (thế kỷ thứ 2 trước Công nguyên) có một dấu hiệu cho thấy sự phong phú của các truyền thống thủ công địa phương. Năm 1904, Trường Sa được mở cửa cho ngoại thương, và một số lượng lớn người châu Âu và người Mỹ định cư ở đó. Trường Sa là nơi chuyển đổi của Mao Trạch Đông sang chủ nghĩa cộng sản. Thành phố cũng là nơi diễn ra những trận đánh lớn trong Chiến tranh Trung-Nhật (1931-1945) và bị Nhật chiếm đóng trong một thời gian ngắn. Trường Sa hiện là một trung tâm thương mại, sản xuất và vận chuyển quan trọng.

## Lịch sử

### Thời phong kiến

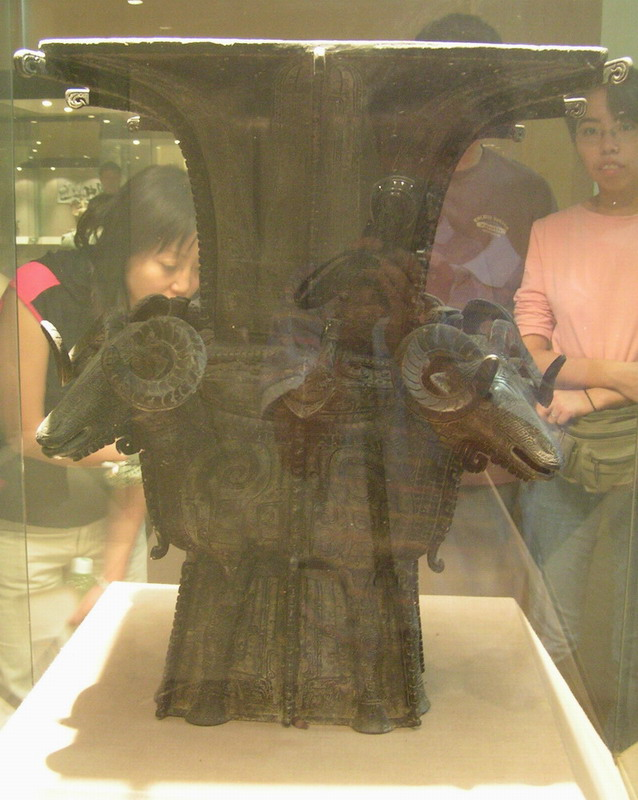
Đồ gốm hình dê

Sự phát triển có lẽ đã bắt đầu ở đây vào khoảng năm 3000 trước Công nguyên khi Trường Sa phát triển với sự phát triển của văn hóa Long Sơn, mặc dù không có bằng chứng chắc chắn nào về mối liên hệ đó. Bằng chứng tồn tại cho rằng cư dân đã sống và phát triển trong khu vực vào thời đại đồ đồng. Vô số ví dụ về đồ gốm và các cổ vật khác đã được phát hiện.
Các truyền thuyết Trung Quốc sau này liên quan đến việc Viêm Đế và Hoàng Đế đã đến thăm khu vực này. Sử ký của Tư Mã Thiên nói rằng Hoàng Đế đã ban cho con trai cả của ông là Thiếu Hạo vùng đất Trường Sa và các nước láng giềng. Trong thời kỳ Xuân Thu (thế kỷ VIII TCN- thế kỷ V TCN), văn hóa Bách Việt lan rộng ra khu vực xung quanh Trường Sa. Trong thời Chiến Quốc, nước Sở nắm quyền kiểm soát Trường Sa. kinh đô của nó, Thanh Dương, trở thành một tiền đồn phía nam quan trọng của vương quốc. Vào năm 1951, các nhà khảo cổ học đã khám phá nhiều ngôi mộ của hoàng tộc nước Sở lớn và vừa từ thời Chiến Quốc. Hơn 3.000 ngôi mộ đã được phát hiện. Dưới thời nhà Tần (221 TCN- 206 TCN), Trường Sa là một vị trí dàn dựng cho các cuộc viễn chinh về phía nam vào Quảng Đông dẫn đến các cuộc chinh phạt và sự thành lập của vương quốc Nam Việt. 

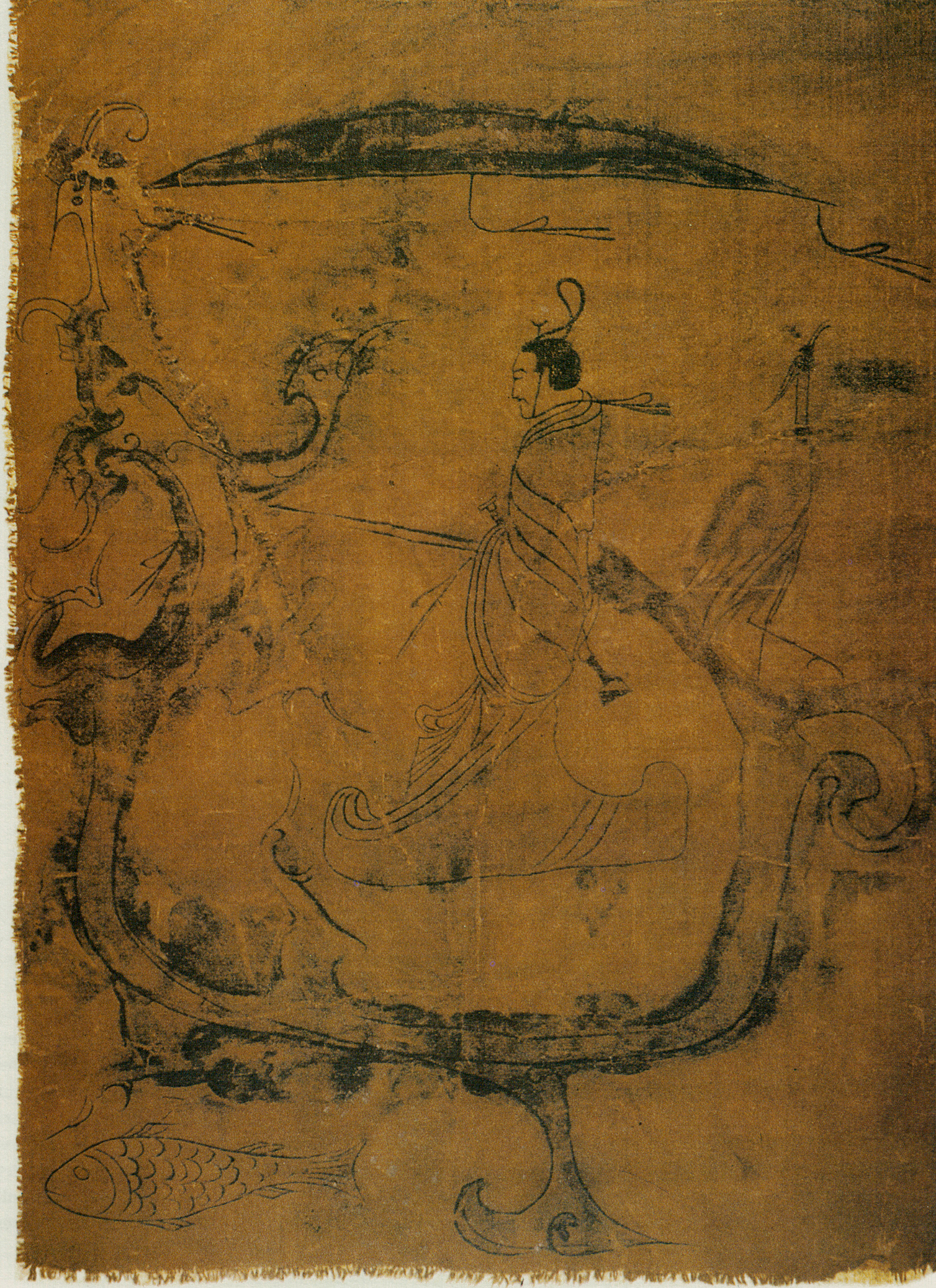
Bức tranh lụa mô tả một người đàn ông cưỡi rồng

Đến năm 202 TCN, đây đã là một thành trì kiên cố. Trong thời nhà Hán, đây là kinh đô của Vương quốc Trường Sa. Đầu tiên, đây là một quốc gia phụ thuộc được nắm giữ bởi đồng minh Bách Việt của Lưu Bang, Ngô Nhuế, phục vụ như một phương tiện kiểm soát người Sở đang hồi phục và như một quốc gia đệm chống lại nước Nam Việt của Triệu Đà. Đến năm 202 trước Công nguyên, Lâm Tương (临湘) đã có những bức tường thành phố để bảo vệ nó trước các nguy cơ bị xâm lược. Những mộ tại Mã Vương Đôi (馬王堆, Mawangdui) nổi tiếng thời nhà Hán được xây dựng khoảng 186-165 trước Công Nguyên. Mộ sớm nhất được khai quật vào thập niên 1970, trong đó có thi hài của bà Tân Truy (辛追) vẫn còn trong tình trạng tốt. Người ta cũng tìm thấy trong mộ phiên bản sớm nhất của Đạo Đức Kinh do Lão Tử viết.

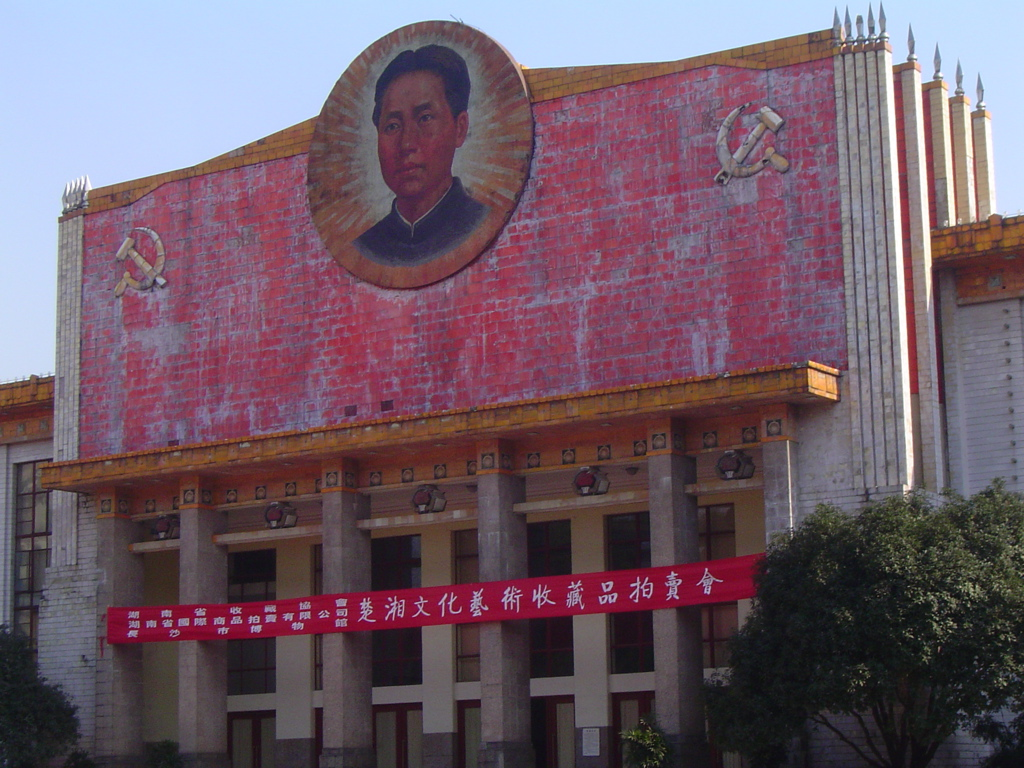
Bảo tàng Mao Trạch Đông ở Trường Sa

Khi Ngô Trứ, hậu duệ của Ngô Nhuế (吳, Wú Zhù) qua đời mà không có con nối vào năm 157 trước Công nguyên, Hán Cảnh Đế phong con thứ là Lưu Phát (劉發) làm Trường Sa Định vương; đánh dấu giai đoạn họ Lưu thay họ Ngô cai quản khu vực này. Vương quốc đã bị hủy bỏ dưới thời nhà Tân của Vương Mãng và được hồi sinh trong một thời gian ngắn bởi nhà Đông Hán. Vào năm 33, hoàng tử Lưu Hưng của vương quốc đã bị giáng chức và khu vực này được giao cho quận Lâm Hương và Bộ chỉ huy Trường Sa quản lí. Trong thời Tam Quốc, Trường Sa là một chiến trường ác liệt giữa các quân phiệt. Sau gia đoạn hỗn loạn của Tam Quốc, Tấn Vũ Đế đã ban tặng Trường Sa cho con trai thứ sáu của ông là Tư Mã Nghệ. Chính quyền địa phương có hơn 100 quận vào đầu triều đại. Trong suốt triều đại, chính quyền địa phương Trường Sa mất quyền kiểm soát một vài quận, khiến họ phải cai trị địa phương.
Sau thời kỳ loạn lạc Nam-Bắc triều, nhà Tùy (thế kỷ VI) đã đổi tên Trường Sa, luc đó là Tương Châu, thành Đàm Châu (潭州). Chính quyền 3 cấp bậc của Trường Sa đã được đơn giản hóa thành hệ thống nhà nước và huyện 2 bậc, loại bỏ cấp bậc giữa. Dưới thời nhà Đường, Trường Sa phát triển thịnh vượng như một trung tâm thương mại giữa miền trung Trung Quốc và Đông Nam Á nhưng đã từng bị tàn phá trong cuộc nổi loạn An Sử vào nửa sau thế kỷ VIII, khi nó rơi vào tay phiến quân.
Dưới triều đại nhà Bắc Tống, Thư viện Nhạc Lộc (trường học) được thành lập năm 976 ở Trường Sa, nó bị phá hủy trong chiến tranh Kim-Tống vào năm 1127 và xây dựng lại năm 1165 (nhà Nam Tống). Triết gia nổi tiếng Chu Hi (朱熹) đã giảng dạy ở đây năm 1165. Ngôi trường bị người Mông Cổ phá hủy trong quá trình thành lập nhà Nguyên nhưng được phục chế lại vào cuối thế kỷ 15 (nhà Minh). Những sinh viên tốt nghiệp đầu thế kỷ 19 của học viện đã hình thành cái mà một nhà sử học gọi là "mạng lưới cựu sinh viên thiên sai", bao gồm Tăng Quốc Phiên, kiến trúc sư của Phục chế Tong Chi, Thái Ngạc, một nhà lãnh đạo chính trong quốc phòng của Trung Hoa Dân Quốc. Năm 1903, nó trở thành Trường Trung học Hồ Nam. Đại học Hồ Nam ngày nay là hậu duệ của ngôi trường trên. Một số công trình của nó đã được tu sửa từ năm 1981 đến năm 1986 theo thiết kế ban đầu của nhà Tống. Trong cuộc chinh phạt của người Mông Cổ ở Nam Tống, Tân Châu đã được quân Tống địa phương bảo vệ quyết liệt. Sau khi khu vực này thất thủ, những tướng lĩnh ở đây đã tự sát hàng loạt. Dưới thời nhà Minh (1368-1644), Tân Châu một lần nữa được đổi tên thành Trường Sa và trở thành một quận cấp cao.
Dưới thời nhà Thanh (1644-1911), Trường Sa là thủ phủ của Hồ Nam và phát triển thịnh vượng như là một trong những thị trường gạo chính của Trung Quốc. Trong cuộc nổi dậy Thái Bình Thiên Quốc, thành phố bị phiến quân bao vây vào năm 1852 hoặc 1854, trong ba tháng nhưng không bao giờ sụp đổ. Phiến quân khi ấy buộc phải chuyển sang tấn công Vũ Hán, nhưng Trường Sa sau đó trở thành căn cứ chính cho chiến dịch đàn áp của triều đình đối với cuộc nổi loạn này.

### Thời hiện đại

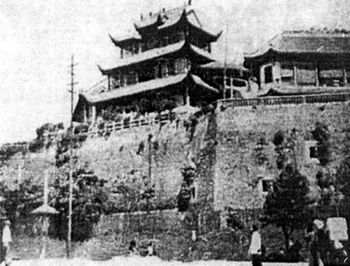
Nơi cuộc nổi dậy Thái Bình Thiên Quốc thực hiện một cuộc tấn công vào Trường Sa

Năm 1903, Hiệp ước Thượng Hải Trung-Nhật đã mở cửa Trường Sa cho hoạt động ngoại thương, bắt đầu có hiệu lực từ năm 1904. Các điều khoản quốc gia được ưa chuộng nhất trong các hiệp ước bất bình đẳng khác cũng mở rộng lợi ích của đế quốc Nhật Bản đối với các cường quốc phương Tây. Do đó, vốn quốc tế đã vào thị trấn và các nhà máy, nhà thờ và trường học được xây dựng. Một trường đại học đã được Đại học Yale xây dựng sau này đã trở thành trung tâm y khoa, tên gọi Xiangya.
Sau cuộc cách mạng Tân Hợi, sự phát triển tiếp theo sau khi tuyến đường sắt đến Hán Khẩu ở tỉnh Hồ Bắc được mở năm 1918, sau đó được mở rộng đến Quảng Châu ở tỉnh Quảng Đông vào năm 1936. Mặc dù dân số của Trường Sa tăng lên, thành phố vẫn chủ yếu mang tính thương mại. Trước năm 1937, nó có ít ngành công nghiệp ngoài một số nhà máy dệt bông nhỏ, thủy tinh và kim loại màu và các doanh nghiệp thủ công mỹ nghệ.
Mao Trạch Đông, người sáng lập nhà nước Cộng hòa Nhân dân Trung Hoa, bắt đầu sự nghiệp chính trị ở Trường Sa. Mao Trạch Đông đã học ở trường Sư phạm số 1 Hồ Nam từ 1913 đến 1918. Sau đó ông trở thành giáo viên rồi hiệu trưởng từ 1920-1922. Trường bị phá hủy trong Nội chiến Trung Quốc nhưng sau đó đã được khôi phục. Văn phòng làm việc của ông tại trường thời đó nay là bảo tàng bao gồm khu nhà ở của Mao, ảnh và các vật phẩm lịch sử khác từ những năm 1920. Ở Trường Sa có Bảo tàng Mao Trạch Đông.
Cho đến tháng 5 năm 1927, sự ủng hộ của chủ nghĩa cộng sản vẫn mạnh mẽ ở Trường Sa trước khi vụ thảm sát được thực hiện bởi phe cánh hữu của quân đội Quốc dân đảng. Phe này có lòng trung thành với Tưởng Giới Thạch trong cuộc tấn công chống lại phe cánh tả của Quốc dân đảng dưới thời Uông Tinh Vệ, người sau đó đã liên minh chặt chẽ với Cộng sản. Việc thanh trừng những người cộng sản và những người cộng sản bị nghi ngờ là một phần trong kế hoạch của Tưởng nhằm củng cố sự nắm giữ của ông đối với Quốc dân đảng, làm suy yếu sự kiểm soát của Uông, và do đó trên toàn bộ Trung Quốc. Trong khoảng thời gian hai mươi ngày, lực lượng của Tưởng đã giết chết hơn mười nghìn người ở Trường Sa và vùng ngoại ô của nó.

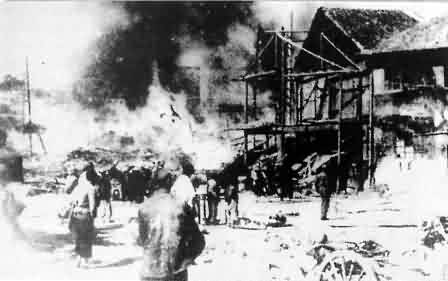
Trường Sa bị hỏa hoạn năm 1938

Trong thời Chiến tranh Trung-Nhật lần 2, do vị trí chiến lược nên Trường Sa là tâm điểm của 4 chiến dịch của quân Nhật nhằm chiếm đóng thành phố: bao gồm Trường Sa 1, Trường Sa 2, Trường Sa 3 và Trường Sa 4. Thành phố đã đẩy lùi ba cuộc tấn công đầu tiên của quân Nhật nhờ vào sự lãnh đạo của Tiết Nhạ, nhưng cuối cùng rơi vào tay Nhật Bản vào năm 1944 trong một năm cho đến khi quân Nhật bị phe Đồng Minh đánh bại trong chiến tranh thế giới thứ hai và buộc phải đầu hàng. Trước các chiến dịch này của Nhật Bản, thành phố gần như đã bị phá hủy bởi trận hỏa hoạn Trường Sa năm 1938, một vụ hỏa hoạn có chủ ý do các chỉ huy của Quốc dân đảng, người đã lầm tưởng rằng thành phố sắp rơi vào tay người Nhật; Tưởng Giới Thạch đã ra lệnh đốt cháy thành phố để phát xít Nhật Bản không thu được gì sau khi vào đó.
Sau chiến thắng của phe Đảng Cộng sản Trung Quốc trong Nội chiến Trung Quốc, Trường Sa dần hồi phục sau thiệt hại trước đây. Kể từ chính sách cải cách và mở cửa của Đặng Tiểu Bình, Trường Sa đã nhanh chóng phát triển từ những năm 1990, trở thành một trong những thành phố quan trọng ở khu vực miền trung và miền tây đất nước. Vào cuối năm 2007, Trường Sa, Chu Châu và Tương Đàm đã nhận được sự chấp thuận của Hội đồng Nhà nước về "Khu vực thí điểm cải cách toàn diện xã hội và tiết kiệm tài nguyên của Trường-Chu-Đàm (Đại Sa)", một động cơ quan trọng trong sự phát triển của miền trung Trung Quốc. Năm 2015, Khu vực mới Tương Giang đã được phê duyệt là khu vực mới quốc gia.

## Hành chính
Trường Sa có 6 quận, 1 huyện, 2 thành phố cấp huyện
- Quận:
  - Phù Dung
  - Thiên Tâm
  - Nhạc Lộc
  - Khai Phúc
  - Vũ Hoa
  - Vọng Thành
- Huyện:
  - Trường Sa
- Thành phố cấp huyện
  - Lưu Dương
  - Ninh Hương

## Địa lý

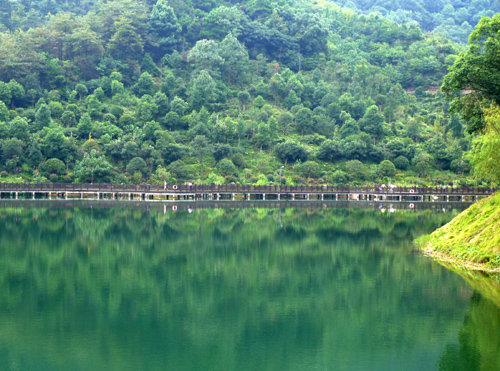
Hồ chứa Đào Hoa Lĩnh thuộc hồ Mai Khê.

Trường Sa nằm ở phía đông bắc tỉnh Hồ Nam, vùng hạ lưu của sông Tương và phần phía tây của lưu vực Trường Lưu. Nó nằm trong khoảng từ 111 ° 53 'đến 114 ° 15' kinh độ đông và 27 ° 51 'đến 28 ° 41' vĩ độ Bắc. Trường Sa tiếp giáp với Nhạc Dương và Ích Dương ở phía bắc, Lâu Để ở phía tây, Tương Đàm và Chu Châu ở phía nam, Giang Tây và Giang Tây của tỉnh Giang Tây ở phía đông. Độ rộng của thành phố trải dài khoảng 230 km từ đông sang tây và khoảng 88 km từ bắc xuống nam. Trường Sa có diện tích 11.819 km2 (4.563 dặm vuông), trong đó diện tích đô thị là 2.150,9 km2 (830,5 dặm vuông), diện tích xây dựng đô thị là 374,64 km2 (144,65 dặm vuông). Điểm cao nhất của Trường Sa là Núi Thất Tinh (岭) tại thị trấn Đại Vi Sơn, 1.607,9 m (5.275 ft). Điểm thấp nhất là Trạm Hồ (湖) ở thị trấn Kiều Khẩu, 23,5 m (77 ft).
Tương Giang là con sông chính trong thành phố, trải dài 74 km (46 mi) về phía bắc qua lãnh thổ. 15 nhánh sông chảy vào Tương Giang, trong đó Lưu Dương, Lao Đao, Cận Giang và Vi Thuỷ là bốn nhánh lớn nhất. Tương Giang chia thành phố thành hai phần. Phần phía đông chủ yếu là thương mại và phía tây chủ yếu là văn hóa và giáo dục. Vào ngày 10 tháng 10 năm 2001, trụ sở hành chính của thành phố Trường Sa đã được chuyển từ phố Fanzheng sang Guanshaling. Kể từ đó, nền kinh tế của cả hai bên sông Tương đã đạt được sự phát triển cân bằng.

### Khí hậu
Trường Sa có khí hậu cận nhiệt đới ẩm (phân loại khí hậu Köppen: Cfa). Nhiệt độ trung bình hàng năm là 17,40 °C (63,3 °F), với nhiệt độ trung bình 4,9 °C (40,8 °F) vào tháng 1 và 29,2 °C (84,6 °F) trong tháng 7. Lượng mưa trung bình hàng năm là 1.428 mm (56,2 in), với thời gian không có sương giá trong 275 ngày. Với tỷ lệ phần trăm ánh nắng mặt trời hàng tháng có thể dao động từ 19% trong tháng 3 đến 57% trong tháng 8, thành phố nhận được 1.545 giờ nắng sáng hàng năm. Thành phố có bốn mùa rõ rệt. Mùa hè dài và rất nóng, với lượng mưa lớn, mùa thu mát mẻ và là mùa khô nhất. Mùa đông thường lạnh lẽo và u ám với lượng mưa ít hơn nhiều; sóng lạnh có thể xảy ra với nhiệt độ đôi khi giảm xuống dưới mức đóng băng. Mùa xuân đặc biệt mưa và ẩm ướt với ánh mặt trời chiếu dưới 30% thời gian. Nhiệt độ tối thiểu từng được ghi nhận kể từ năm 1951 tại Trạm quan sát thời tiết Vương Thành Ba hiện tại là −12,0 °C (10,4 °F), được ghi nhận vào ngày 9 tháng 2 năm 1972. Nhiệt độ tối đa là 40,6 °C (105,1 °F) vào ngày 13 tháng 8 năm 1953 và ngày 2 tháng 8 năm 2003 [bản ghi không chính thức 43,0 °C (109,4 °F) được thiết lập vào ngày 10 tháng 8 năm 1934].
| Dữ liệu khí hậu của Trạm quan trắc thời tiết Vương Thành Ba (望城坡; WMO ID 57687), dữ liệu giai đoạn 1981–2010 | Dữ liệu khí hậu của Trạm quan trắc thời tiết Vương Thành Ba (望城坡; WMO ID 57687), dữ liệu giai đoạn 1981–2010 | Dữ liệu khí hậu của Trạm quan trắc thời tiết Vương Thành Ba (望城坡; WMO ID 57687), dữ liệu giai đoạn 1981–2010 | Dữ liệu khí hậu của Trạm quan trắc thời tiết Vương Thành Ba (望城坡; WMO ID 57687), dữ liệu giai đoạn 1981–2010 | Dữ liệu khí hậu của Trạm quan trắc thời tiết Vương Thành Ba (望城坡; WMO ID 57687), dữ liệu giai đoạn 1981–2010 | Dữ liệu khí hậu của Trạm quan trắc thời tiết Vương Thành Ba (望城坡; WMO ID 57687), dữ liệu giai đoạn 1981–2010 | Dữ liệu khí hậu của Trạm quan trắc thời tiết Vương Thành Ba (望城坡; WMO ID 57687), dữ liệu giai đoạn 1981–2010 | Dữ liệu khí hậu của Trạm quan trắc thời tiết Vương Thành Ba (望城坡; WMO ID 57687), dữ liệu giai đoạn 1981–2010 | Dữ liệu khí hậu của Trạm quan trắc thời tiết Vương Thành Ba (望城坡; WMO ID 57687), dữ liệu giai đoạn 1981–2010 | Dữ liệu khí hậu của Trạm quan trắc thời tiết Vương Thành Ba (望城坡; WMO ID 57687), dữ liệu giai đoạn 1981–2010 | Dữ liệu khí hậu của Trạm quan trắc thời tiết Vương Thành Ba (望城坡; WMO ID 57687), dữ liệu giai đoạn 1981–2010 | Dữ liệu khí hậu của Trạm quan trắc thời tiết Vương Thành Ba (望城坡; WMO ID 57687), dữ liệu giai đoạn 1981–2010 | Dữ liệu khí hậu của Trạm quan trắc thời tiết Vương Thành Ba (望城坡; WMO ID 57687), dữ liệu giai đoạn 1981–2010 | Dữ liệu khí hậu của Trạm quan trắc thời tiết Vương Thành Ba (望城坡; WMO ID 57687), dữ liệu giai đoạn 1981–2010 |
| Tháng | 1 | 2 | 3 | 4 | 5 | 6 | 7 | 8 | 9 | 10 | 11 | 12 | Năm |
| --- | --- | --- | --- | --- | --- | --- | --- | --- | --- | --- | --- | --- | --- |
| Cao kỉ lục °C (°F)                                                                                              | 26.9 (80.4) | 30.6 (87.1) | 32.8 (91.0) | 36.1 (97.0) | 36.3 (97.3) | 38.2 (100.8) | 39.7 (103.5) | 40.6 (105.1) | 38.2 (100.8) | 35.1 (95.2) | 30.9 (87.6) | 24.9 (76.8) | 40.6 (105.1) |
| Trung bình ngày tối đa °C (°F)                                                                                  | 8.3 (46.9) | 10.8 (51.4) | 15.1 (59.2) | 21.8 (71.2) | 26.8 (80.2) | 29.9 (85.8) | 33.5 (92.3) | 32.7 (90.9) | 28.3 (82.9) | 23.0 (73.4) | 17.4 (63.3) | 11.5 (52.7) | 21.6 (70.9) |
| Trung bình ngày °C (°F)                                                                                         | 4.9 (40.8) | 7.2 (45.0) | 11.2 (52.2) | 17.4 (63.3) | 22.4 (72.3) | 25.8 (78.4) | 29.2 (84.6) | 28.3 (82.9) | 23.9 (75.0) | 18.4 (65.1) | 12.8 (55.0) | 7.3 (45.1) | 17.4 (63.3) |
| Tối thiểu trung bình ngày °C (°F)                                                                               | 2.5 (36.5) | 4.7 (40.5) | 8.3 (46.9) | 14.2 (57.6) | 19.1 (66.4) | 22.7 (72.9) | 25.9 (78.6) | 25.1 (77.2) | 20.7 (69.3) | 15.2 (59.4) | 9.6 (49.3) | 4.2 (39.6) | 14.3 (57.9) |
| Thấp kỉ lục °C (°F)                                                                                             | −9.5 (14.9) | −12.0 (10.4) | −2.3 (27.9) | 1.9 (35.4) | 8.9 (48.0) | 13.1 (55.6) | 19.7 (67.5) | 16.7 (62.1) | 11.8 (53.2) | 2.4 (36.3) | −2.8 (27.0) | −10.3 (13.5) | −12.0 (10.4) |
| Lượng Giáng thủy trung bình mm (inches)                                                                         | 73.7 (2.90) | 94.6 (3.72) | 139.6 (5.50) | 187.9 (7.40) | 181.1 (7.13) | 223.6 (8.80) | 142.6 (5.61) | 107.1 (4.22) | 76.5 (3.01) | 72.6 (2.86) | 81.4 (3.20) | 47.4 (1.87) | 1.428,1 (56.22)                                                                                                 |
| Số ngày giáng thủy trung bình (≥ 0.1 mm)                                                                        | 13.6 | 14.0 | 17.8 | 18.8 | 16.3 | 13.3 | 9.7 | 9.9 | 9.8 | 11.1 | 10.2 | 9.4 | 153.9 |
| Độ ẩm tương đối trung bình (%)                                                                                  | 81 | 81 | 81 | 80 | 79 | 81 | 75 | 78 | 80 | 79 | 78 | 77 | 79 |
| Số giờ nắng trung bình tháng                                                                                    | 76.2 | 63.0 | 69.4 | 88.3 | 122.8 | 144.8 | 238.3 | 229.6 | 160.0 | 133.4 | 115.7 | 103.2 | 1.544,7 |
| Phần trăm nắng có thể                                                                                           | 24 | 20 | 19 | 23 | 29 | 35 | 56 | 57 | 43 | 38 | 36 | 32 | 35 |
| Nguồn: China Meteorological Administration (precipitation days, sunshine data 1971–2000)                        | | | | | | | | | | | | | |

## Nhân khẩu
Trường Sa có dân số đô thị là 7.044.118 người. Tổng cộng có 12.966.836 người cư trú tại khu vực đô thị. Phần lớn những người sống ở Trường Sa là người Hán. Một dân số đáng kể của các nhóm dân tộc thiểu số cũng sống ở Trường Sa. Ba nhóm dân tộc thiểu số lớn nhất là các dân tộc Hồi, Thổ Gia và Miêu. Cuộc điều tra dân số năm 2000 cho thấy 48.564 thành viên của các dân tộc thiểu số sống ở Trường Sa, chiếm 0,7% dân số cả thành phố. Các nhóm thiểu số khác chiếm một phần nhỏ hơn đáng kể trong dân số. Hai mươi dân tộc thiểu số có ít hơn 1.000 thành viên sống trong thành phố.

## Kinh tế

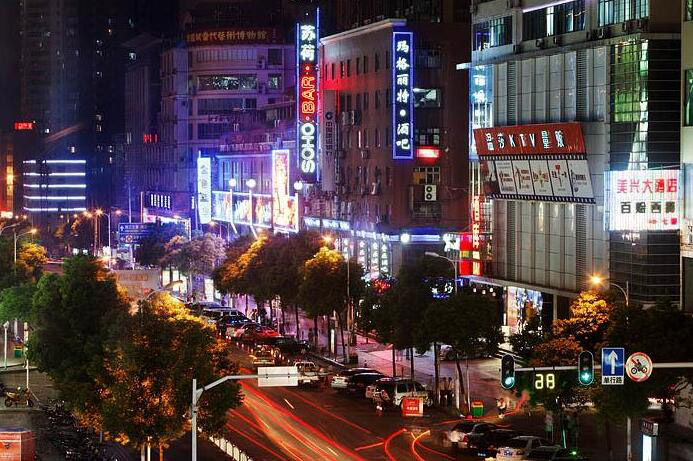
Khu kinh doanh Trường Sa

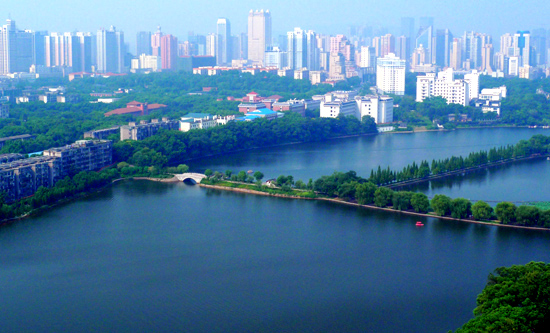
Hồ Nianjia ở trung tâm thành phố

Dân số của Trường Sa gần như tăng gấp ba lần từ khi bắt đầu xây dựng lại vào năm 1949 và đầu những năm 1980. Thành phố hiện là một cảng lớn, xử lý gạo, sợi bông, gỗ và chăn nuôi, và cũng là một điểm thu gom và phân phối trên tuyến đường sắt từ Hán Khẩu đến Quảng Châu. Đây là một trung tâm xay xát gạo và cũng có khai thác dầu, sản xuất trà và thuốc lá, và các nhà máy chế biến thịt. Ngành công nghiệp dệt may của thành phố sản xuất sợi bông và vải và tham gia vào nhuộm và in ấn. Hóa chất nông nghiệp và phân bón, nông cụ và máy bơm cũng được sản xuất.
Trường Sa có một trạm phát nhiệt lớn được liên kết bởi một mạng lưới điện với các trung tâm công nghiệp gần đó là Chu Châu và Tương Đàm; ba thành phố được chỉ định vào những năm 1970 là hạt nhân của một khu công nghiệp lớn. Trong những năm 1960 đã có sự phát triển của ngành công nghiệp nặng. Việc sản xuất máy móc, đặc biệt là máy công cụ và công cụ chính xác, trở nên quan trọng và Trường Sa trở thành một trung tâm của ngành công nghiệp nhôm của Trung Quốc. Thành phố cũng có các nhà máy xi măng, cao su, gốm sứ và sản xuất giấy và là trung tâm của nhiều loại thủ công truyền thống, sản xuất thêu Tương, hàng da, ô, và nút. Than được khai thác trong vùng lân cận.
Năm 2003, GDP danh nghĩa của Trường Sa 92,82 tỷ NDT (11.2 tỷ USD), xếp 42 thành phố Trung Quốc với GDP đầu người là 15.506 NDT (1.872 USD). Đến năm 2008, GDP danh nghĩa của Trường Sa là ¥300,1 tỷ (43 tỷ USD), tăng trưởng 15,1% so với năm trước và GDP bình quân đầu người là ¥45,765 (US $ 6,589). GDP thành phố tăng trưởng trung bình 14% mỗi năm từ 2001 đến 2005, so với mức trung bình quốc gia là 9% trong giai đoạn này. Tính đến năm 2005, ngành dịch vụ đã tạo ra khoảng 49% GDP của Trường Sa, tăng 112% so với số liệu năm 2001, dẫn đến thu nhập khả dụng cho cư dân đô thị là 12.343 RMB mỗi năm. Sự tăng trưởng này dự kiến sẽ tiếp tục thúc đẩy tăng trưởng kinh tế của thành phố. Các ngành sản xuất và xây dựng đã tăng trưởng tương đối ổn định, tăng trưởng 116% trong giai đoạn 2001-2005. Khu vực chính, bao gồm nông nghiệp, lâm nghiệp, chăn nuôi và thủy sản, đã tăng trưởng nhẹ so với cùng kỳ. Ngoài ra, thị trường tiêu dùng đã tăng trưởng mạnh mẽ cùng với mức thu nhập, với mức lương tối thiểu là 600 RMB mỗi tháng so với Bắc Kinh ở mức 640 RMB hoặc Thượng Hải là 750 RMB mỗi tháng. Cư dân thành thị năm 2005 có thu nhập trung bình khoảng 1.500 đô la Mỹ, cao hơn 15% so với mức trung bình quốc gia và tăng 10% so với số liệu năm 2001. 

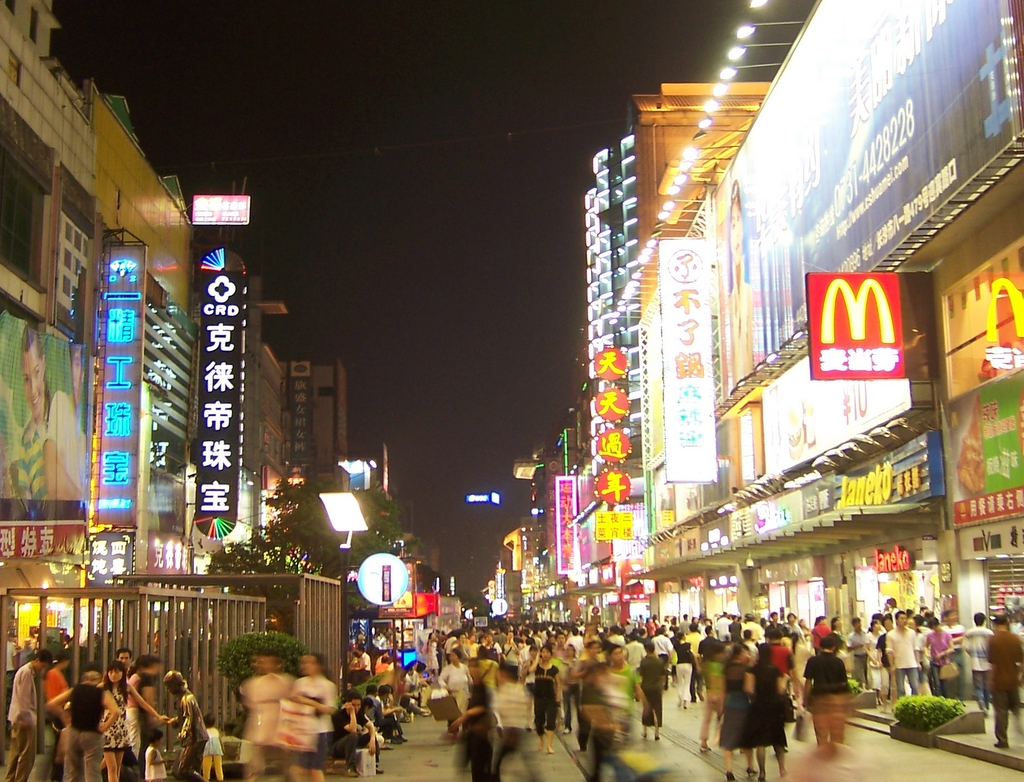
Đường dành cho người đi bộ trên đường Hoàng Hưng

Trường Sa là một trong 15 thành phố "phát triển và kinh tế" nhất của Trung Quốc với GDP bình quân đầu người trên 20.000 đô la vào năm 2019, được coi là tình trạng thu nhập cao của Ngân hàng Thế giới và là thành phố phát triển chính theo tiêu chuẩn quốc tế. Năm 2015, GDP danh nghĩa của Trường Sa 851,01 tỷ NDT (136.6 tỷ USD), xếp thứ 14 thành phố Trung Quốc với GDP đầu người là 115.443 NDT (18.535 USD). Năm 2017, Trường Sa trở thành thành phố thứ 13 ở Trung Quốc có GDP trên một nghìn tỷ nhân dân tệ (154 tỷ đô la Mỹ). Hơn nữa, cổng thông tin tài chính Yicai.com đã phát hành bảng xếp hạng năm 2017 của Trung Quốc về các thành phố cấp 1 mới của Trung Quốc và Trường Sa là một sự xuất hiện mới. Nhiều đột phá đáng kể ở Trung Quốc đã được sinh ra ở Trường Sa bao gồm siêu máy tính Thiên Hà 1 cũng như gạo tạp chủng.
Trường Sa đã thu hút một mức độ đáng kể của đầu tư nước ngoài. Ví dụ, năm 2005, đầu tư trực tiếp nước ngoài (FDI) trị giá gần 1 tỷ USD đã đổ vào thành phố, chủ yếu là công nghệ cao, sản xuất, sản xuất thực phẩm và dịch vụ. Con số này tăng 40% so với năm 2001. 59% tổng vốn FDI đến từ Hồng Kông, Hàn Quốc, Singapore và Nhật Bản; 28% đến từ Châu Mỹ và 9% từ Châu Âu. Đến cuối năm 2008, hơn 500 công ty nước ngoài đã đầu tư hơn 10 triệu đô la Mỹ vào Trường Sa. Trường Sa có tổng doanh số bán lẻ là 74 tỷ RMB năm 2006.
Nhưng tăng trưởng kinh tế nhanh chóng đã khiến ô nhiễm môi trường trở thành một vấn đề nghiêm trọng ở Trường Sa, gây ra bởi số lượng ô tô tư nhân tăng nhanh, các công trường xây dựng rộng rãi và nhiều cơ sở công nghiệp ở ngoại ô thành phố.

## Giao thông

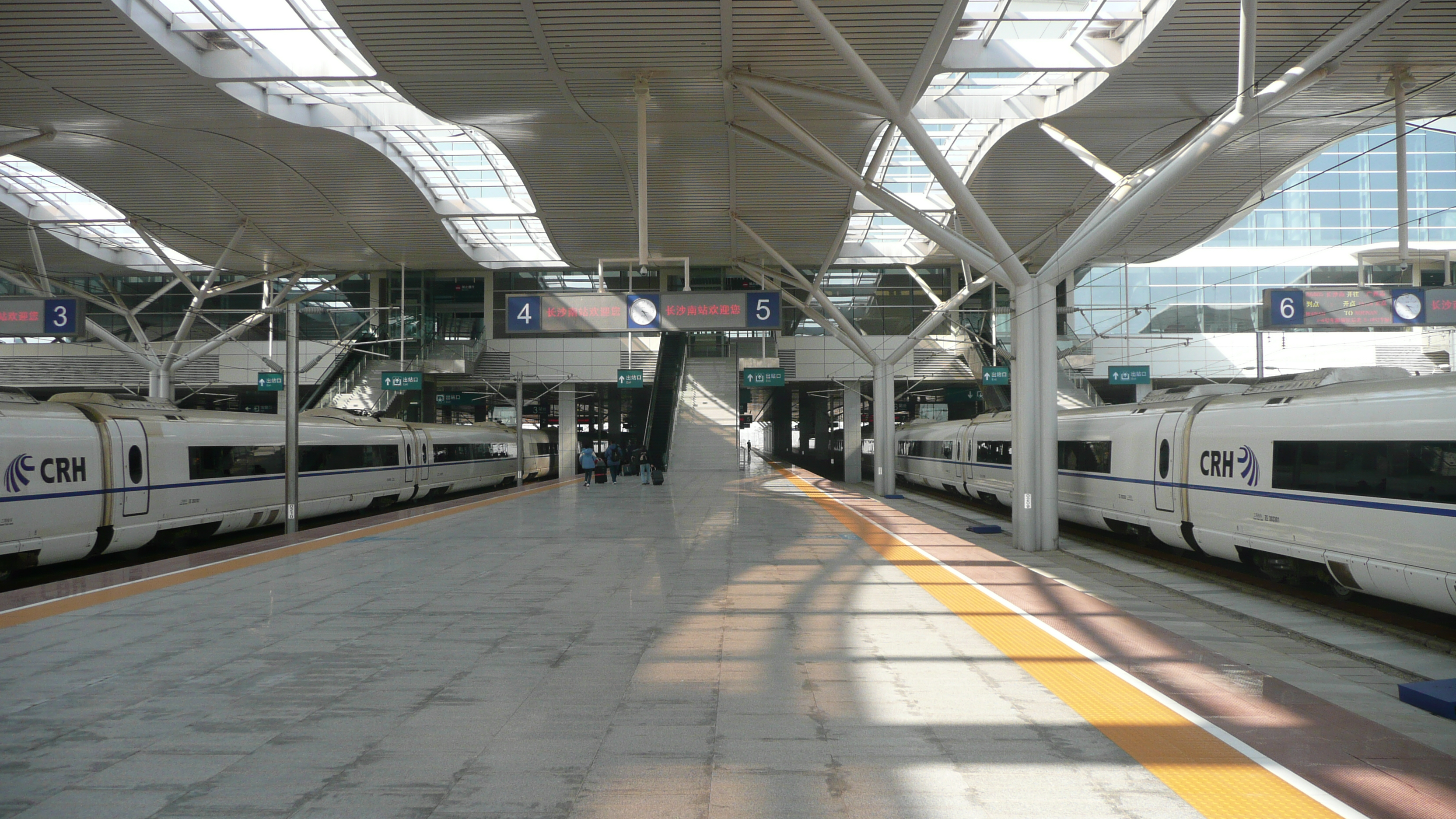
Ga đường sắt Nam Trường Sa (thuộc dịch vụ đường sắt cao tốc Trung Quốc)

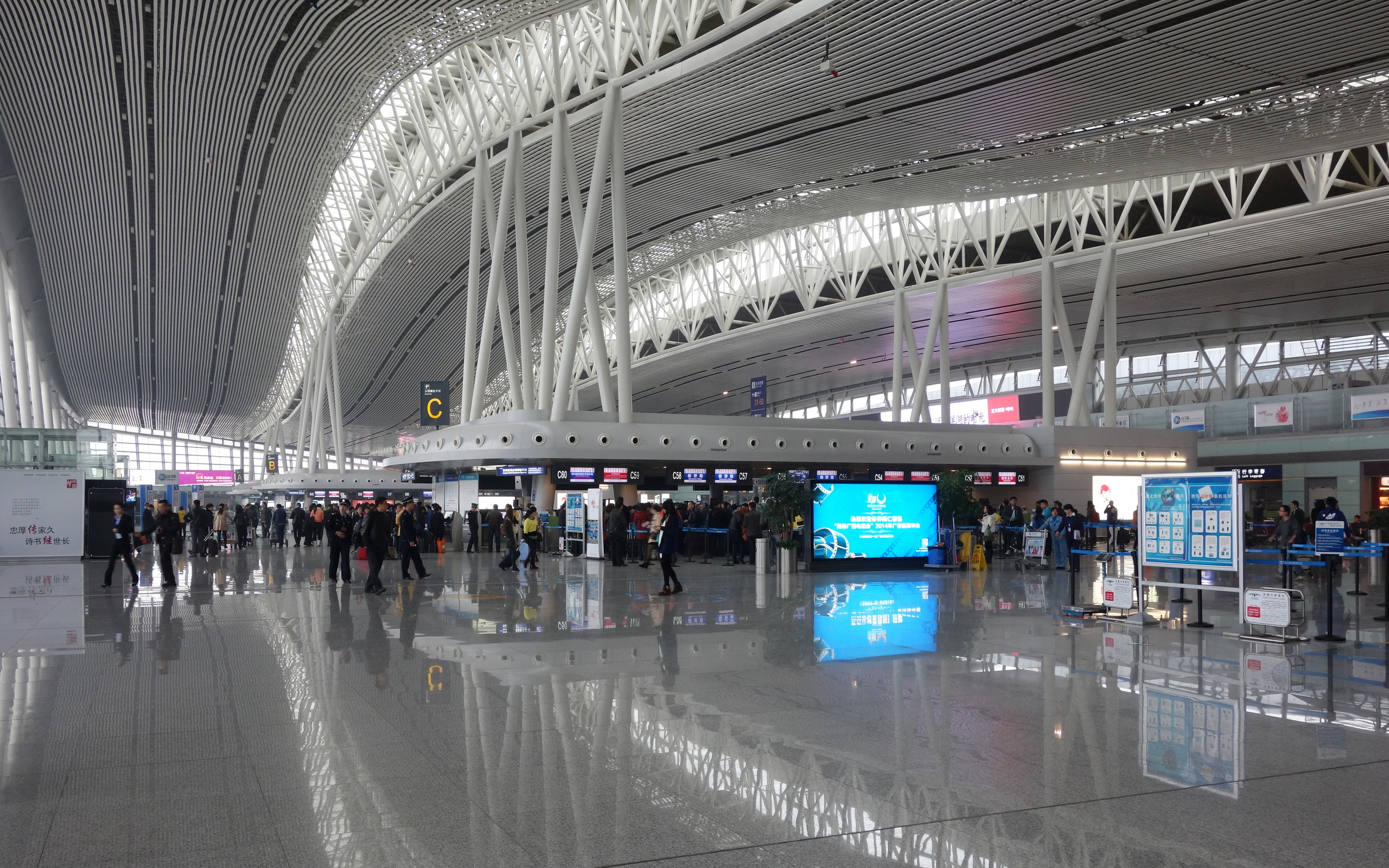
Một nhà ga ở Sân bay quốc tế Hoàng Hoa Trường Sa.

Trường Sa được kết nối tốt bởi các phương thức vận tải đường bộ, đường sông, đường sắt và đường hàng không, và là một trung tâm khu vực cho các ngành công nghiệp, du lịch và dịch vụ.
Hệ thống giao thông công cộng của thành phố bao gồm một mạng lưới xe buýt rộng khắp với hơn 100 tuyến. Metro Trường Sa đang lên kế hoạch cho một mạng lưới 6 đường. Tuyến số 2 khai trương vào ngày 29 tháng 4 năm 2014 và 20 ga cho Tuyến 2 đã mở vào ngày 28 tháng 6 năm 2016. Bốn dòng nữa được lên kế hoạch xây dựng vào năm 2025. Tuyến 3 sẽ chạy theo hướng tây nam về phía đông bắc và sẽ dài 33,4 km (20,8 mi), tuyến 4 tây bắc-đông nam và dài 29,1 km (18,1 mi). Một liên kết maglev chạy 16,5 km (10,3 mi) giữa nhà ga Trường Sa và sân bay Trường Sa được khai trương vào tháng 4 năm 2016, với chi phí xây dựng là 400 triệu euro. Kết nối Trường Sa với Chu Châu và Tương Đàm, Đường sắt liên tỉnh Trường-Chu-Đàm khai trương vào ngày 26 tháng 12 năm 2016.
G4, G4E, G4W2, G5513 và G0401 của Đường cao tốc quốc gia, G107, G106 và G319 của Quốc lộ, S20, S21, S40, S41, S50, S60 và S71 của Đường cao tốc tỉnh Hồ Nam, kết nối với khu vực tàu điện ngầm Trường Sa trên toàn quốc. Có ba bến xe buýt chính ở Trường Sa: Ga Nam, Ga Đông và Ga Tây, gửi các chuyến đi dài và ngắn đến các thành phố trong và ngoài tỉnh Hồ Nam. Trường Sa được bao quanh bởi các con sông lớn, bao gồm sông Tương và các nhánh của nó như Lưu Dương, Cận Giang, Vi Thuỷ, Cảng Long Vương và Lao Đao. Tàu chủ yếu vận chuyển hàng hóa từ cảng Tương Ninh ở Bắc Trường Sa trong nước và quốc tế.
Ga xe lửa Trường Sa nằm ở trung tâm thành phố và cung cấp các dịch vụ chuyển phát nhanh và thường xuyên cho hầu hết các thành phố của Trung Quốc thông qua Đường sắt Bắc Kinh-Quảng Châu và đường sắt Thạch Môn-Trường Sa. Ga xe lửa phía Nam Trường Sa là ga đường sắt cao tốc mới ở quận Vũ Hoa trên tuyến đường sắt cao tốc Bắc Kinh Quảng Châu (là một phần của tuyến đường sắt cao tốc Bắc Kinh Quảng Châu Quảng Châu, Quảng Châu). Nhà ga, với tám cửa, được mở vào ngày 26 tháng 12 năm 2009. Kể từ đó, lượng hành khách đã tăng lên rất nhiều. Khu vực Hàng Châu-Trường Sa-Hoài Hoa của tuyến đường sắt cao tốc Thượng Hải-Trường Sa-Côn Minh được đưa vào sử dụng năm 2014.
Sân bay quốc tế Hoàng Hoa Trường Sa là một trung tâm khu vực của China Southern Airlines. Sân bay có các chuyến bay hàng ngày đến các thành phố lớn ở Trung Quốc, bao gồm Bắc Kinh, Thượng Hải và Quảng Châu, cũng như Hồng Kông, Ma Cao và Đài Bắc. Các hãng hàng không lớn khác cũng cung cấp dịch vụ hàng ngày giữa Trường Sa và các điểm đến trong nước và quốc tế khác. Sân bay cung cấp các chuyến bay trực tiếp đến 45 thành phố quốc tế lớn, bao gồm Los Angeles, Singapore, Seoul, Busan, Osaka, Tokyo, Kuala Lumpur, Luân Đôn (Sân bay Heathrow), Frankfurt và Sydney. Tính đến ngày 5 tháng 8 năm 2016, sân bay đã vận chuyển 70.011 hành khách mỗi ngày.

## Người nổi tiếng
- Mao Trạch Đông (1894-1976) - Nhà sáng lập và là chủ tịch đầu tiên của Cộng hòa Nhân dân Trung Hoa
- Tăng Quốc Phiên (1811-1872) - Nhà chính trị tư tưởng có tầm ảnh hưởng lớn vào thế kỷ XIX
- Lưu Thiếu Kỳ (1898-1969) - Chủ tịch Cộng hòa Nhân dân Trung Hoa từ năm 1959-1968
- Chu Dung Cơ (sinh 1928) - Tổng lý Quốc vụ viện Cộng hòa Nhân dân Trung Hoa từ năm 1997-2002
- Hồ Diệu Bang (1915-1989) - Đại tướng Đảng Cộng sản Trung Quốc từ năm 1980-1987
- Dương Khai Tuệ (1901-1930) - Vợ đầu của Mao Trạch Đông
- Hoàng Hưng (1874-1916) - Lãnh đạo cách mạng và là tổng tư lệnh quân đội của Trung Hoa Dân quốc
- Điền Hán (1898-1968) - Người sáng tác bài ca Nghĩa dũng quân tiến hành khúc, quốc ca của Cộng hòa Nhân dân Trung Hoa
- Lôi Phong (1940-1962) - Một chiến sĩ là biểu tượng văn hóa của Quân Giải phóng Nhân dân Trung Quốc
- Châu Bút Sướng (sinh 1985) - Ca sĩ và diễn viên
- Mạnh Giai (sinh 1990) - Ca sĩ và diễn viên, cựu thành viên nhóm Miss A
- Lưu Nhã Sắt (13/01/1989)- Diễn viên và ca sĩ, Nữ diễn viên chính xuất sắc nhất trong lễ trao giải Giải thưởng Điện ảnh Hồng Kông lần thứ 40.
- Lay (sinh 1991) - Ca sĩ và diễn viên, thành viên nhóm nhạc EXO
- Tề Bạch Thạch (1864-1957) - Họa sĩ
- Hà Cảnh (sinh 1974) - Một trong những người dẫn chương trình nổi tiếng ở Trung Quốc